# Râul Valea Largă, Olt
Râul Valea Largă este un curs de apă, afluent al râului Olt. 